# يوانيس إيكونومو
يوانيس إيكونومو (باليونانية: Ιωάννης Οικονόμου)‏ مُترجم يوناني يَعمل في المفوضية الأوروبية في بروكسل منذُ عام 2002، وَيُعتبر أحد الأمثلة البارزة لِكثيري اللُغات (مُتعددي اللغات)، حيثُ يَعلم 32 لُغة حَية تتضمن اليونانية والإنجليزية والألمانية والإيطالية والإسبانية والفَرنسية والفنلندية والدنماركية والروسية وسَواحلية شرق أفريقيا والعِبرية والعَربية والماندراينية والبِنغالية، كما يُضاف إلى اللغات التي يَعلمها عدد من اللغات الأُخرى المَيتة (غير المُستعملة) مِثل السلافونية الكنسية وبالتالي يُصبح عدد اللغات 47 لُغة. يَتكلم 21 لُغة من أصل 24 لُغة رسمية للاتحاد الأوروبي.
دَرس يوانيس اللُغويات في جامعة أرسطو، ثُم تابع دراسة الماجستير في اللغات والثقافات الشَرق أوسطية في جامعة كولومبيا في الولايات المُتحدة، ثُم حصل على درجة الدكتوراة في علم اللغات الهندو-أوروبية في جامعة هارفارد.